# Mémorial de Ravensbrück
Le Mémorial de Ravensbrück, situé sur l'ancienne commune de Ravensbrück à Fürstenberg/Havel  en Allemagne, rend hommage aux déportés du camp de concentration de Ravensbrück et d'autres camps des environs. 
Le mémorial est tout à la fois un lieu de recueillement, un cimetière et un site historique. Son musée, sa bibliothèque et ses archives en font aussi une institution de recherche et d'enseignement. 

## Histoire
Après la libération de Ravensbrück le 30 avril 1945 par l'Armée rouge, les autorités soviétiques utilisent le camp comme casernement. Les bâtiments, y compris le crématorium, tombent en ruine. À partir de 1948, d'anciens internés tentent de préserver le site et de le transformer en lieu de mémoire. Une première cérémonie de commémoration se tient cette même année et un monument provisoire est érigé. Les années suivantes, la cérémonie se tient à nouveau. Une fosse commune est établie en 1950 pour y recueillir les dépouilles et les cendres des prisonniers décédés dans le camp.
Le mémorial national de Ravensbrück est fondé le 12 septembre 1959. Il est alors l'un des trois mémoriaux nationaux d'Allemagne de l'Est. Les architectes intègrent et conservent dans leur projet d'anciennes structures du camp, le crematorium, la prison du camp, situés à l'extérieur de l'enceinte ainsi qu'une partie de celle-ci, un mur de 4 m de haut. Le sculpteur Will Lammert (en) crée une statue de bronze, Tragende, « La femme brûlée » qui reste l'un des principaux symboles du camp. L'intérieur du camp reste, de mai 1945 à janvier 1994, une zone militaire utilisée par l'Armée soviétique puis les forces de la CEI.
En 1959-60, un premier musée est établi dans l'ancienne prison. Il comprend des souvenirs, dessins et documents donnés par d'anciens prisonniers. Au début des années 1980, le mémorial lance un concept d'« exposition des nations ». Des représentants de plusieurs pays organisent des expositions nationales. On en compte 17. À partir de 1984, l'ancien quartier général des Waffen-SS, utilisé par l'Armée rouge jusqu'en 1977, abrite l'exposition permanente du mémorial et est dénommé musée de la résistance anti-fasciste. 
La réunification de l'Allemagne (1989-1990) entraîne des évolutions institutionnelles. Le mémorial est intégré à la Fondation des mémoriaux du Brandebourg (Stiftung Brandenburgische Gedenkstätten (de)), une fondation indépendante financée par l'État fédéral et le Land de Brandebourg. Le « musée de la résistance antifasciste » est remplacé dans les années 1990 par deux nouvelles expositions permanentes. En 2013, une exposition sur les femmes du camp de Ravensbrück a été ouverte.  

## Sculptures

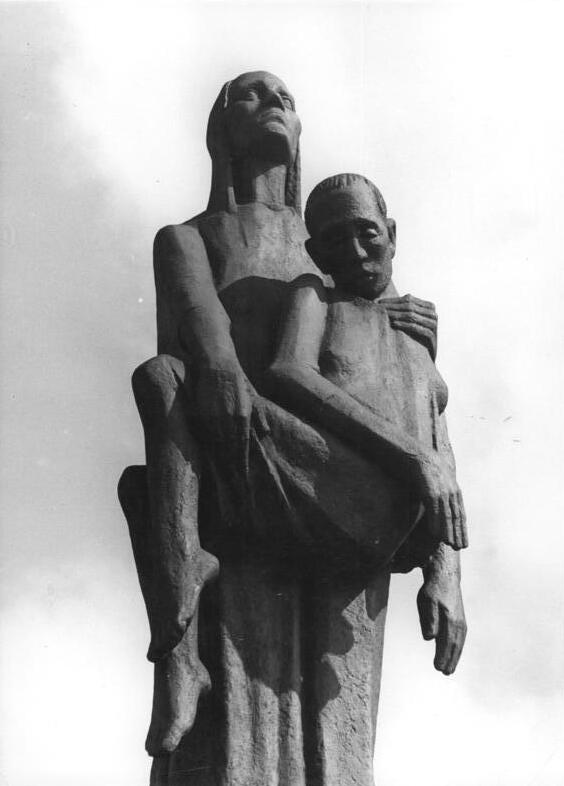
Will Lammert, Tragende.
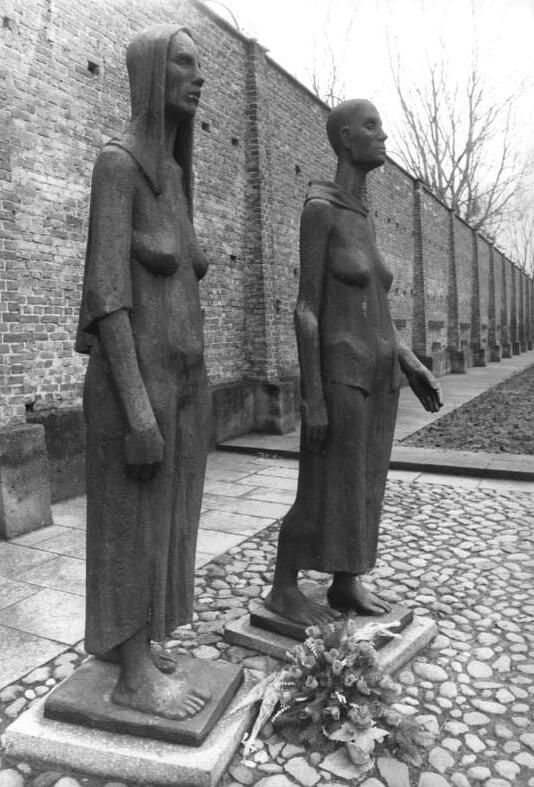
Will Lammert, Frauengruppe.
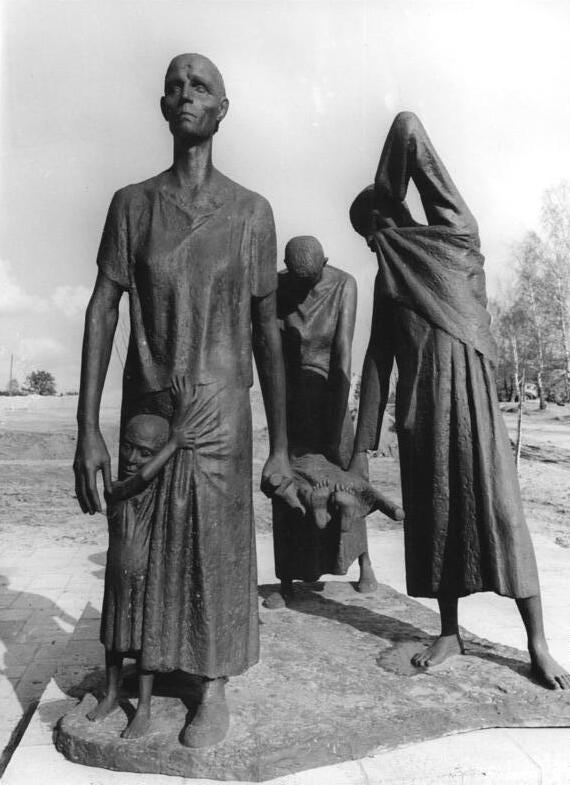
Fritz Cremer, Müttergruppe.